# دریاچه ارسلان‌کوی
دریاچه ارسلان‌کوی (انگلیسی: Arslanköy Pond) یک دریاچه در استان مرسین کشور ترکیه است.